# Арматрейдинг, Джоан
Джоан Арматрейдинг (р. 9 декабря 1950 года, Бастер, остров Сент-Китс, Вест-Индия) — британская вокалистка, гитаристка, пианистка, композитор, автор текстов, продюсер.
Родилась на острове Сент-Китс, британская Вест-Индия, была третьим из шести детей. Её мать была родом с Ангильи, отец — с Сент-Китса. Семья Арматрейдингов прибыла в Бирмингем в 1958 году, где Джоан обучилась игре на гитаре и фортепиано и в конце 1960-х годов благодаря посредничеству ещё одной эмигрантки с Карибских островов — Пэм Нестор — столкнулась с миром поп-музыки. В начале 1970-х обе дебютировали в лондонской версии мюзикла Hair, а также вместе компоновали песни. Однако их пути разошлись, когда в 1972 году продюсер Гас Даджеон на роль главной вокалистки дебютного альбома «Whatevers For Us», репертуар для которого написали обе девушки, выбрал Джоан. Однако эта пластинка, на которой вокалистке аккомпанировали гитарист Дэйв Джонстон и ударник Рэй Купер, несмотря на благосклонные рецензии, не стала бестселлером. Фирма Curb, выпустившая этот альбом, решила «продать» исполнительницу американскому концерну А & М. В 1975 году Джоан заключила соглашение с «А & М», а первым её продюсером на новой фирме стал Пит Гайдж. Результатом их сотрудничества стал альбом Back To The Night, и хотя в записи приняли участие такие музыканты, как Энди Саммерс и Джин Росселя, пластинки не пользовались большим спросом.
Переломным моментом в карьере Джоан оказался 1976 год, когда её первый из четырёх альбомов, продюсером которых был Глин Джонсон, — Joan Armatrading, — попал в британский Тор-20 лонгплеев, а произведение Love & Affection — в первую десятку синглов. Альбомы Show Some Emotion и То The Limit продавались ещё лучше предыдущего, однако не имели хитов-синглов. Лонгплей Steppin 'Out 1979 года, записанный во время концертов в США, венчал плодотворное сотрудничество певицы и её продюсера, но эта работа была довольно прохладно встречена как в Британии, так и в Америке.
В течение непродолжительного времени Арматрейдинг работала с продюсером Генри Дьюи, но большого успеха исполнительнице это не принесло. Сингл Rosic попал только в нижнюю часть чарта, а мини-альбом How Cruel был издан только в США и континентальной Европе. Очередным продюсером Джоан стал Ричард Готтерер, бывший участник группы The Strangeloves и продюсер первого альбома группы Blondie. На этот раз выбор оказался удачным. Альбом 1980 года Me, Myself, I попал в американский Top-40, а сингл All The Way From America с этого альбома получил умеренную популярность в Великобритании.
В записи в 1981 году под руководством Стива Лиллиуайта альбома Walk Under Ladders певице помогала известная (по работам Боба Дилана) ритмическая секция с Ямайки: Слай Данбери (ударные) и Робби Шекспир — бас-гитарист, а также Энди Партридж — вокалист группы ХТС и Томас Долби на клавишных инструментах. С этой пластинки, ставшей популярной в США, а меньше в Британии, происходили сингл-произведения I'm Lucky и No Love. Лонгплей 1983 года The Key продюсировал также Лиллиуайт, хотя режиссёром сингл-хита Drop The Pilot и произведения What Do The Boys Dream был Уол Герей. Эта пластинка, как и сборник Track Record, закрепили высокие позиции артистки в Британии. Джоан стала исполнительницей, которая имеет собственный круг поклонников, не очень большой, но очень преданный.
Пластинку Secret Secrets 1985 года продюсировал Майк Хоулетт, однако если сингл Temptation ещё пользовался умеренным успехом, то сам альбом, даже несмотря на то, что автором обложки был популярен фотограф Роберт Мапплторп, потерпел фиаско в США. Следующую свою работу, альбом Sleight Of Hand, Арматрейдинг продюсировала сама, однако результат снова был скверным. В 1988 году певице удалось пригласить в студию таких признанных инструменталистов, как Марк Нопфлер из Dire Straits и Марк Брежиски из Big Country, но и это не повлияло на успех альбома The Shouting Stage. Различия стиля Арматрейдинг со вкусами массового потребителя подтвердила неудача альбома Hearts & Flowers. Однако Арматрейдинг всё-таки достигла профессиональной стабилизации где-то на границе первой и второй лиги британского рока, её пластинки хоть и регулярно получали одобрительные отзывы со стороны критиков, но не всегда нравились слушателям. Некоторую известность певице вернули благотворительные концерты, организованные Королевской семьей и Amnesty International, а в 1988 году и сторонниками Нельсона Манделы. Арматрейдинг всегда держалась на расстоянии от политики, однако в 1992 году остро протестовала, когда увидела своё имя в списке знаменитостей, поддерживающих консервативную партию Великобритании. Однако на каком бы уровне ни была популярность Джоан Арматрейдинг, она всё равно остается первой темнокожей певицей, которой удалось получить в Британии такие же высокие позиции, как и белым исполнителям. Она получила премию Ivor Novello Awards в 1996 году и орден Британской империи в 2001 году.

## Дискография
- 1972: Whatever's For Us
- 1975: Back To The Night
- 1976: Joan Armatrading
- 1977: Show Some Emotion
- 1978: To The Limit
- 1979: Steppin' Out
- 1980: How Cruel
- 1980: Me, Myself, I
- 1981: Walk Under Ladders
- 1983: The Key
- 1983: Track Record
- 1985: Secret Secrets
- 1986: Sleight Of Hand
- 1986: Joan Armatrading Classics
- 1988: The Shouting Stage
- 1990: Hearts & Flowers
- 1991: The Very Best Of Joan Armatrading
- 1992: Square The Circle
- 1995: What's Inside
- 2003:	Lovers Speak
- 2004:	Live: All the Way from America
- 2007:	Into The Blues
- 2010:	This Charming Life
- 2011:	Live at the Royal Albert Hall
- 2012:	Starlight